# Прядь об Альбане и Сунниве
Прядь об Альбане и Сунниве (др.-сканд. Albani þáttr ok Sunnifu) или Прядь о торговцах (др.-сканд. Seljumanna þáttr) — исландская прядь, записанная Оддром Сноррасоном в начале XII века на латинском языке на основе раннего латинского источника «Acta sanctorum in Selio». На сегодняшний день текст повести сохранился только в древнескандинавском переводе.

## Сюжет
Прядь повествует об ирландской принцессе Сунниве, которая не желая выходить замуж за языческого короля, бежит на норвежский остров Селье вместе со своим братом Альбанусом и двором. Жители острова подозревают Сунниву и ее спутников в убийстве домашнего скота и просят ярла Хакона Могучего убить этих «бандитов». Увидев приближение Ярла Хакона и его людей, Суннива и ее люди отступают в пещеры и молятся, чтобы Бог не допустил, чтобы они были убиты злыми людьми. В ответ на их молитвы пещеры обрушиваются на группу. Их тела остаются похороненными до тех пор, пока их не обнаружит Олаф I Трюггвасон который эксгумировал их и построил монастырь посвященный им, от которого в настоящее время сохранились одни руины.